# Bringer of Plagues
Bringer of Plagues è il secondo album dei Divine Heresy, pubblicato nel 2009. 

## Descrizione
Questo è il primo album in cui compaiono il cantante Travis Neal ed il bassista Joe Payne.
Il 3 giugno la band ha pubblicato sul suo myspace due delle canzoni presenti nel disco, "Facebreaker" e "Undivine Prophecies".

## Tracce
Tutte le musiche sono state composte da Dino Cazares, Tim Yeung e Joe Payne. Tutti i testi sono stati scritti da Travis Neal ad eccezione di "The Battle of J.Casey", scritta da Jason Casey.
1. "Facebreaker" - 3:42
2. "The Battle of J.Casey" - 3:42
3. "Undivine Prophecies" - 1:07
4. "Bringer of Plagues" - 3:40
5. "Redefine" - 3:46
6. "Anarchaos" - 4:40
7. "Monolithic Doomsday Devices" - 5:24
8. "Letter to Mother" - 3:36
9. "Enemy Kill" - 3:11
10. "Darkness Embedded" - 4:34
11. "The End Begins" - 4:58
12. "Forever the Failure" (Bonus track) - 3:39

## Formazione
- Travis Neal - voce
- Dino Cazares - chitarra
- Joe Payne - basso
- Tim Yeung - batteria